# ستوكلي (باكينجهامشير)
ستوكلي (بالإنجليزية: Stewkley)‏ هي قرية و أبرشية مدنية تقع في المملكة المتحدة في إنجلترا.  يقدر عدد سكانها بـ 1,840 نسمة .